# Lhazang Khan
Lkhazan Khan (en mongol: ᠯᠠᠽᠠᠩ ᠬᠠᠨ Lazaang qan o Лхавзан хан Lkhavzan Khan), igualmente ortografiado Lhazhang (en tibetano: ལྷ་བཟང༌, wylie: lha bzang, ZWPY: Lhasang) o Lazang Han (en chino, 拉藏汗; pinyin, lāzàng hàn) nacido en el siglo XVII, muerto en Lhasa en 1717) fue el hijo menor de Güshi Khan y fuen kan qoshot-oirate y rey del Tíbet.

## Biografía
Envenenó a su hermano Tenzin Wangchuk Khan, incapaz de mantener el poder sobre el Tíbet que Güshi Khan había adquirido y empezó a perder al Tenzin Dalai Khan, e intentó recuperar el control.
Según John Powers, fue el último Qoshots en reclamar el título de Rey del Tíbet. Robert Barnett lo describe como un rey del Tíbet bajo la hegemonía Qing.
En 1705-1705, Lkhazan Khan, tomó Lhasa. La esposa del Khan, Tsering Trashi capturó al regente Desi Sangye Gyatso y lo mató. Destronó al joven Tsangyang Gyatso (6º dalái lama) que Sangye Gyatso había nombrado. Lkhazan Khan y el emperador de la dinastía Qing, Kangxi, tuvieron un nuevo dalái lama, Yeshe Gyatso, nombrado con investidura china (1708-1710).
Concedió permiso, un raro privilegio para un extranjero para comprar una casa en Lhasa, al misionero jesuita italiano, Ippolito Desideri, que llegó a Lhasa a principios de 1716. Permaneció allí hasta la invasión de los zúngaros.
A los zúngaros liderados por Tsewang Rabtan, choros, casado con la hermana de Lkhazan Khan, se les solicitó ayuda. Tseren Dondov (Цэрэндондов), hermano de Tsewang Rabtan, acompañado de 6000 hombres conquistaron Lhasa y mataron a Lkhazan Khan en 1717, antes de ser derrotado por la dinastía Qing en el monasterio Tav cerca de Xining (apodado Kumbum en el oeste). Tsewang Rabtan tomó el poder en Lhasa y continuó sus conquistas hacia los territorios de los Khalkas en Mongolia Interior.